# Guido Spars
Guido Spars (* 2. Oktober 1966 in Bensberg (heute Bergisch Gladbach), Rheinisch-Bergischer Kreis) ist ein deutscher Volkswirt, Stadtökonom und Hochschullehrer. Seit März 2021 ist er Gründungsdirektor der Bundesstiftung Bauakademie. Deren Aufgabe ist es, das  1962 abgebrochene Gebäude der Berliner Bauakademie, ein 1836 erbautes, architekturgeschichtlich bedeutendes Werk Karl Friedrich Schinkels, wieder zu errichten und es neu zu betreiben. Im Dezember 2024 kündigte die Stiftung seinen Rücktritt an.

## Leben
Spars studierte von 1988 bis 1993 Volkswirtschaftslehre an der Universität zu Köln. Von 1993 bis 1995 war er für das Büro Rittmannsperger + Partner, Darmstadt, in der Stadtsanierung von Leipzig als Projektleiter tätig. Von 1995 bis 2000 war er Wissenschaftlicher Mitarbeiter des Instituts für Stadt- und Regionalplanung (ISR) an der Technischen Universität Berlin (TU Berlin). Im Jahr 2000 promovierte er an der TU Berlin über den Bodenmarkt und seine Abgaben zum Dr.-Ing. Seine Habilitation, ebenfalls an der TU Berlin, verknüpfte neuere Ansätze der Stadt- und Regionalökonomie mit der Immobilienwirtschaft, illustriert am Beispiel Berlins. Anschließend wirkte er bis 2006 als wissenschaftlicher Assistent am Fachgebiet „Stadt- und Regionalökonomie“ des ISR. Ab 2006 leitete er als Professor das Fachgebiet „Ökonomie des Planens und Bauens“ an der Bergischen Universität Wuppertal, wo er auch Prodekan für Forschung an der Fakultät für Architektur und Bauingenieurwesen war.
Am 11. März 2021 wählte der Stiftungsrat der Bundesstiftung Bauakademie Guido Spars zum Gründungsdirektor. Als solchem oblagen ihm „die strategische Führung und Entwicklung eines tragfähigen und inhaltlichen Konzepts sowie die Ausrichtung und Profilierung in der regionalen, nationalen und internationalen Fachgesellschaft der Bundesstiftung Bauakademie, aber auch in Politik, Gesellschaft und Öffentlichkeit.“ Nach seiner Wahl bat er die Bergische Universität Wuppertal um Beurlaubung.
Am 10. Dezember 2024 teilte die Bundesstiftung Bauakademie mit, dass Guido Spars seinen Vertrag als Gründungsdirektor, der im August 2025 ausläuft, nicht verlängern, sondern an die Bergische Universität Wuppertal zurückkehren wird. Zugleich erging ein Beschluss des Abgeordnetenhauses von Berlin, worin Vorgaben für die Rekonstruktion der historischen Fassade der Bauakademie festgelegt wurden, die der von Spars vertretenen Konzeption zuwiderlaufen.

## Veröffentlichungen (Auswahl)
- Die ökonomische Dimension der Stadt- und Regionalplanung. In: ISR (Hrsg.): Reflexionen – Festschrift zum 25-jährigen Jubiläum des Instituts für Stadt- und Regionalplanung der TU Berlin. Berlin 1997, S. 68 f.
- Die Immobilienwirtschaft aus der Sicht regionalökonomischer Theorien: Das Beispiel Berlin. Edition Stadtwirtschaft, Regioverlag Berlin (Habilitationsschrift), Berlin 2006.
- Ein Bodenfonds muss her! Stetiger Anstieg oder Volatilität bei Bodenpreisen? In: vhw – Bundesverband für Wohnen und Stadtentwicklung (Hrsg.): Forum für Wohnungswirtschaft und Stadtentwicklung, Heft 3/2018, S. 131–135.
- Neue AkteurInnen in der Stadt. RaumunternehmerInnen sind Ausdruck einer neuartigen nutzergetragenen Stadt- und Projektentwicklung. In: Sozialpädagogische Impulse, Heft 2/2018, S. 30–31.
- Die Etablierung großer Wohnungskonzerne und deren Folgen für die Stadtentwicklung. In: Bundeszentrale für politische Bildung (Hrsg.), online.